# Vladislav Goranov
Vladislav Goranov (en bulgare : Владислав Горанов), né le 30 avril 1977 à Pleven, est un homme d'État bulgare membre des Citoyens pour le développement européen de la Bulgarie (GERB). Il est ministre des Finances entre 2014 et 2017, et de 2017 à 2020.

## Biographie

### Formation et vie professionnelle
Vladislav Ivanov Goranov est né le 30 avril 1977 à Pleven, dans le nord de la Bulgarie socialiste. Il étudie à l'école de mathématiques Geo Milev de Pleven, puis il suit entre 1994 et 1999 un cursus à l'Académie Dimitar Apostolov Tsenov de Svichtov.
Titulaire d'un master en gestion et comptabilité et d'un doctorat de l'université d'économie nationale et mondiale, il commence à travailler en 1998 au ministère de l'Agriculture. Il est d'abord spécialiste des comptes et fonds extrabudgétaires, puis directeur du département de la Politique financière. Il rejoint en 2001 le ministère des Finances, d'abord comme expert en chef du département du Financement des organes, programmes et fonds de sécurité de l'État. Il devient ensuite chef de l'unité des Dépenses sociales au sein du département de la Gestion des finances publiques.

### Parcours politique
À la suite de l'arrivée au pouvoir de Boïko Borissov en 2009, Goranov est choisi comme vice-ministre des Finances auprès de Simeon Djankov. Au cours des élections législatives du 12 mai 2013, il est élu député à l'Assemblée nationale dans la 24e circonscription, correspondant à la ville de Sofia, sur la liste des Citoyens pour le développement européen de la Bulgarie (GERB). Il remet sa démission le 19 février 2014, pour devenir directeur exécutif de Municipal Bank.
Lorsque Borrisov retrouve le pouvoir le 7 novembre 2014, il fait appel à Goranov comme ministre des Finances. Relevé de ses fonctions avec la formation du gouvernement temporaire d'Ognyan Guerdjikov le 17 janvier 2017, il est reconduit par Borissov le 4 mai suivant.

### Vie privée
Il est marié et père de deux enfants.